# وزارة التنمية الاجتماعية (فلسطين)
وزارة التنمية الاجتماعية الفلسطينية هي الوزارة المسؤولة عن القضايا الاجتماعية في دولة فلسطين مثل معالجة الفقر وتنظيم الجمعيات الخيرية ورعاية الفئات الضعيفة والمهمشة في المجتمع والتنمية الشاملة والأمن الاجتماعي وتحسين الأوضاع المعيشية للسكان وإغاثة المنكوبين بسبب الطوارئ وغيرها من القضايا الاجتماعية في فلسطين. كان مقرها في البداية في حي البالوع بمدينة البيرة، ثم انتقلت إلى حي المصيون في مدينة رام الله.
تأسست وزارة التنمية الاجتماعية عام 1994 تحت اسم "وزارة الشؤون الاجتماعية"، وكان أول وزير لها هي انتصار الوزير.